# TaskSwitchXP
TaskSwitchXP — продвинутая утилита с открытым исходным кодом для управления задачами по сравнению с стандартными клавишами Alt+Tab или Alt+Shift+Tab в операционных системах Windows XP/2003, разработанная компанией NTWind Software.

## Описание
Утилита TaskSwitchXP предназначена для осуществления переключения между запущенными процессами и программами в операционных системах. В некотором роде является более расширенной заменой стандартному переключателю задач, который был разработан компанией Microsoft и вызывается в среде Windows горячими клавишами Alt+Tab или Alt+Shift+Tab.
В отличие от стандартной утилиты Microsoft, в окне TaskSwitchXP отображаются не только приложения и папки, но и процессы, которыми можно управлять. В дополнительные опции в окне переключения задач входят такие подсказки, как предварительный просмотр запущенной программы, отображение названия имени выбранного процесса, а также полного пути к нему в системе. Все программы в окне переключателя задач пронумерованы и позволяют быстро быть активированы с помощью порядкового номера, который был присвоен TaskSwitchXP, а при переключении между окнами, ими можно оперативно управлять (свернуть/развернуть/восстановить/закрыть окно).
Окно переключателя задач TaskSwitchXP можно быстро настроить, к примеру, изменить тему оформления, шрифт, горячие клавиши, а также назначить комбинацию клавиш для того, чтобы свернуть любое окно в системе в область уведомлений и многое другое.
Утилита TaskSwitchXP полностью поддерживает многозадачность и умеет работать с несколькими мониторами.